# Carinaulus krali
Carinaulus krali är en skalbaggsart som beskrevs av Cervenka 2000. Carinaulus krali ingår i släktet Carinaulus och familjen Aphodiidae. Inga underarter finns listade.